# 지라시즈시

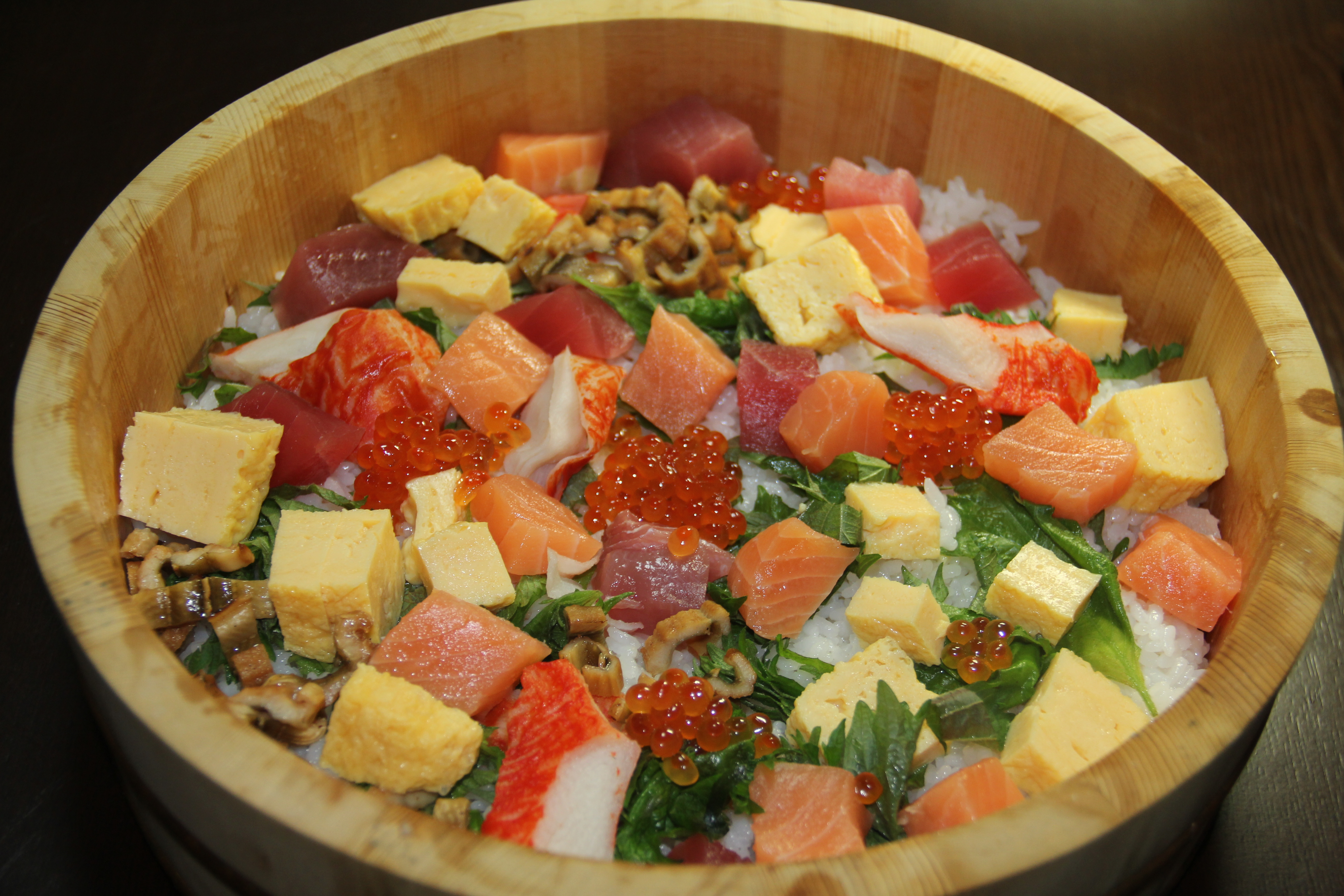
지라시즈시

지라시즈시(일본어: ちらし寿司)는 스시 종류 중 하나이다. 생선, 달걀 부침이나 양념한 채소 등 고명을 얹은 초밥이다.